# Rommel (film)
Rommel è un film del 2012 diretto da Niki Stein.
La pellicola è basata sulla vita del feldmaresciallo Erwin Rommel, interpretato da Ulrich Tukur.
Il film è andato in onda su Rai Movie il 14 novembre 2015.

## Trama
Francia, 1944. Erwin Rommel, feldmaresciallo della Germania nazista, riceve direttamente da Adolf Hitler l'incarico di organizzare le truppe contro il futuro sbarco in Normandia degli angloamericani. Per Rommel potrebbe essere un modo per riscattarsi dalla sconfitta in Nordafrica ma, nel suo quartier generale a Parigi, di fronte al diniego di Hitler di concedergli più uomini e grazie all'aiuto del suo nuovo braccio destro Hans Speidel, il feldmaresciallo sembra disposto ad unirsi ad un gruppo di ufficiali che desidera rovesciare la dittatura in Germania e nei paesi sotto l'occupazione nazista. L'attentato però fallisce e Rommel è accusato di esserne stato a conoscenza. Tuttavia Hitler non può permettersi di mettere sotto processo un ufficiale della Wehrmacht così popolare. Il feldmaresciallo, ormai celebre con l'epiteto "la volpe del deserto", è costretto al suicidio con una capsula di cianuro. Seguono i funerali di Stato per celebrare la sua morte, senza che nessun organo del partito nazista accenni minimamente alla sua partecipazione al colpo di stato contro Hitler.

## Personaggi
- Erwin Rommel: interpretato da Ulrich Tukur, feldmaresciallo fidato di Hitler e della Germania nazista.
- Hans Speidel: interpretato da Benjamin Sadler, aiutante di Rommel per difendere la Francia dallo sbarco alleato.
- Adolf Hitler: interpretato da Johannes Silberschneider.
- Lucie Rommel: interpretata da Aglaia Szyszkowitz, moglie del feldmaresciallo.
- Günther von Kluge: interpretato da Thomas Thieme.
- Gerd von Rundstedt: interpretato da Hanns Zischler.
- Caesar von Hofacker: interpretato da Tim Bergmann.